# Asif Mohiuddin
Asif Mohiuddin (Bengaals: আসিফ মহিউদ্দীন) (Dhaka, 24 februari 1984) is een Bengaalse ex-moslim-activist, secularist, feminist, atheïst en religiecriticus. In 2012 won hij de Bobs - Best of Online Activism Award van Deutsche Welle, dat meldde dat "Asifs blog een van de meestgelezen webpagina's was in Bangladesh en bekendstond om zijn felle kritiek op religieus fundamentalisme en de "anti-menselijke politiek" van Bangladesh." Op 15 januari 2013 overleefde hij een aanslag door moslimextremisten. Daarna werd hij tweemaal gevangengenomen door de Bengaalse autoriteiten omdat hij online "beledigende opmerkingen over de islam en Mohammed" had gepost. Onder internationale druk werd Mohiuddin weer vrijgelaten, waarna hij in 2014 zijn land ontvluchtte naar Duitsland. Voor zijn activisme ontving hij in 2015 de Anna Politkovskaya-prijs voor Journalistiek.

## Biografie

### Jeugd en opleiding
Mohiuddin werd geboren en opgevoed in een islamitisch gezin in Dhaka als de zoon van een overheidsambtenaar van middelbare rang. Terwijl hij religie bestudeerde in de moskee na schooltijd, zei Mohiuddin "veel belachelijke dingen te ontdekken – dat ik maagden in de hemel zou krijgen of dat ik voor eeuwig in de hel de ultieme straf zou krijgen." Tot de benauwdheid van zijn ouders begon hij de religieuze doctrines die hem waren aangeleerd in vraag te stellen. Vanwege de kritische vragen en zijn oneerbiedige antwoorden naar zijn leraren toe, werd hij vaak hard door hen geslagen als straf. Op 13-jarige leeftijd verklaarde hij zichzelf atheïst.
Mohiuddin begon over wetenschap te lezen en vanaf zijn 16e (2000) de vermeend onwetenschappelijke beweringen van islamisten tegen te spreken door opiniestukken te schrijven in lokale kranten van Dhaka. Dit begon toen hij een artikel las in een populairwetenschappelijk tijdschrift in het Bengaals, waarin werd gepoogd om de wonderen beschreven in de Koran te verzoenen met de moderne natuurwetenschap en op een bepaalde manier rationeel-wetenschappelijk te verklaren. Mohiuddin schreef een repliek waarin hij beweerde dat het wetenschappelijk onmogelijk was dat profeet Mohammed naar de hemel vloog op een paard. Met deze en andere kritische tot ironische bijdragen in Bengaalse kranten van Dhaka verwierf hij een reputatie als vrijdenker en religiecriticus. Het bracht hem ook in contact met andere gelijkgestemde online activisten.
De lijfstraffen op school hielden op toen hij naar de universiteit ging. Daar begon hij zich bezig te houden met politiek, tegen politiegeweld, voor vrouwenrechten en voor meer democratie. In 2006 begon hij met bloggen. In 2008 behaalde hij een diploma in computerwetenschap. Mohiuddin organiseerde in 2010 de eerste bijeenkomst van Bengaalse vrijdenkers, atheïsten, agnosten en andere ongelovigen in Dhaka, die door 34 mensen werd bijgewoond.

### Aanslag en gevangenneming
Mohiuddin heeft artikelen geschreven die kritiek leverden op mannelijk chauvinisme, huiselijk geweld en de doodstraf voor geloofsafval in de islam, hetgeen ertoe leidde dat fundamentalisten ertoe opriepen dat hij gedood moest worden. Op 15 januari 2013 werd Mohiuddin aangevallen en neergestoken in de buurt van zijn werkplaats bij een IT-bedrijf in Motijheel, een wijk van Dhaka. De aanvallers waren vier jongemannen die waren geïnspireerd door Al-Qaedaleider Anwar al-Awlaki. Een maand later begonnen Bengaalse bloggers en online activisten de Shahbag-protesten om onder meer te eisen dat de radicaal-islamitische partij Jamaat-e-Islami zou worden verboden, onder meer vanwege oorlogsmisdaden in 1971. Verschillende islamistengroeperingen zoals Hefazat-e-Islam verzamelden meer dan een miljoen mensen in tegendemonstraties die eisten dat er blasfemiewetten zouden worden ingevoerd en dat secularisten en atheïsten zouden worden aangevallen en geëxecuteerd. Er werden prijzen uitgeloofd voor eenieder die secularistische bloggers zou onthoofden. De seculiere overheid van Bangladesh nam bloggers waaronder Mohiuddin gevangen en blokkeerde veel websites.
In maart 2013 werd Mohiuddins blog op de publieke bloggerssite somewhereinblog.net offline gehaald door de Bangladesh Telecommunication Regulatory Commission, een actie waartegen werd geprotesteerd door de Bengaalse blog-blackout van 2013. In april werd Mohiuddin gearresteerd voor "blasfemische" posts, samen met drie andere bloggers. De repressie van onafhankelijke blogs en de opheffing van de krant Amar Desh werd scherp veroordeeld door Human Rights Watch en de International Humanist and Ethical Union (IHEU). Kort nadat de bloggers waren gearresteerd, werd er een verklaring uitgevaardigd door Mukto-Mona (een onafhankelijke site van vrijdenkers en atheïsten van Bengaalse en Zuid-Aziatische afkomst) getiteld 'Bangladesh government squishing freedom of speech by arresting and harassing young bloggers inside the country'. Amnesty International publiceerde eveneens een statement onder de naam 'Bangladesh: writers at risk of torture’. Het Center for Inquiry (CFI) verzocht de Amerikaanse Minister van Buitenlandse Zaken John Kerry om "de regering van Bangladesh onder druk te zetten om haar beleid om religiekritische atheïstische bloggers te arresteren ongedaan te maken." Ze stuurden een brief naar de Amerikaanse Ambassador-at-Large for International Religious Freedom Suzan Johnson Cook "om alles te doen wat ze kunnen om het publieke bewustzijn over deze situatie te verhogen." Andere invloedrijke organisaties zoals het Free Society Institute of South Africa, Verslaggevers Zonder Grenzen, Committee to Protect Journalists, Global Voice Advocacy en verschillende andere groepen riepen eveneens op tot het ogenblikkelijk vrijlaten van de Bengaalse bloggers en deden een beroep op verschillende buitenlandse autoriteiten om Bangladesh over de kwestie onder druk te zetten.
Op 25 april en 2 mei 2013 werden er wereldwijd protesten en demonstraties gehouden om de Bengaalse regering onder druk te zetten de bloggers te laten gaan. Verschillende humanistische groepen (waaronder CFI, CFI-Canada, de British Humanist Association, American Atheists, Secular Coalition for America en Freethinkers of University of Missouri's campus) namen deel in steden in de VS, Canada, het VK en Bangladesh. Vele schrijvers, activisten en prominente intellectuelen over de hele wereld zoals Salman Rushdie, Taslima Nasrin, Hemant Mehta, Maryam Namazie, PZ Myers, Avijit Roy, Anu Muhammad, Ajoy Roy, Qayyum Chowdhury, Ramendu Majumdar, Muhammad Zafar Iqbal verklaarden publiekelijk hun solidariteit met de opgepakte bloggers. Drie van de gearresteerde bloggers werden uiteindelijk op borgtocht vrijgelaten, maar de rechtbank weigerde Asif Mohiuddin borgtocht te verlenen en hij werd op 2 juni 2013 naar de gevangenis gestuurd. Hij werd na drie maanden vrijgelaten, maar heeft nog steeds aanklachten tegen zich lopen. Tegenwoordig woont hij in Berlijn in Duitsland.

### Vlucht naar Duitsland en voortgezet activisme
Sinds april 2014 woont Asif Mohiuddin in Duitsland, aanvankelijk met een beurs van de in Hamburg gevestigde Stiftung für politisch Verfolgte (Stichting voor Politiek Vervolgden) en later ook met de steun van Amnesty International.
In een interview met Deutsche Welle in april 2014 verklaarde hij dat hij zich ook in Duitsland niet geheel veilig voelde. Slechts een paar dagen eerder had iemand op Facebook een oproep gedaan om naar Duitsland af te reizen om hem te vermoorden. De post ontving 1200 likes en werd vele keren gedeeld. Zelfs bij moslims die in Duitsland wonen of migranten uit moslimmeerderheidslanden naar Duitsland zijn zijn opvattingen gestuit op felle afkeuring. Na zijn eenjarige beurs besloot Mohiuddin in Duitsland te blijven in plaats van, zoals gepland, terug te keren naar Bangladesh. Tegen die tijd was hij door islamisten uitgeroepen tot "Vijand no. 1".
Mohiuddin beëindigde zijn internetactiviteiten niet. Omdat zijn oude blog gesloten was, hervatte hij het verspreiden van zijn overtuigingen via Facebook en andere online kanalen. Hij is actief als spreker op verscheidene conferenties en evenementen, zoals de American Atheists National Convention in Memphis op 29 juni 2015. In augustus 2015 won voor zijn activisme de Anna Politkovskaya-prijs voor Journalistiek; eerder al had hij de The Bobs-Best of Online Activism van Deutsche Welle ontvangen.

## Impact
De moordpoging op Mohiuddin op 15 januari 2013, waarvan uitgebreid verslag van werd gedaan in nationale en internationale media, was in zekere zin het startschot voor een reeks moorden op bloggers, secularisten en critici van het islamisme in Bangladesh, die nog tot op heden voortduurt en tot dusver (juli 2016) 48 levens heeft geëist. Mohiuddin wijst het feit dat hij het heeft overleefd aan als de reden dat hij zoveel internationale aandacht heeft gekregen. In het bijzonder heeft de Engelstalige dienst van Deutsche Welle regelmatig verslag van hem gedaan.